# Отражательная способность

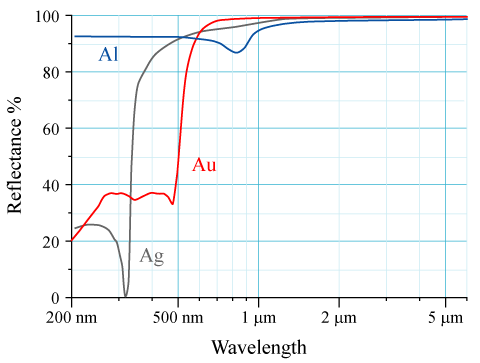
График отражательной способности металлических зеркал из алюминия (Al), золота (Au) и серебра (Ag) при нормальном падении

Отражательная способность — величина, описывающая способность какой-либо поверхности или границы раздела двух сред отражать падающий на неё поток электромагнитного излучения. Широко используется в оптике, количественно характеризуется коэффициентом отражения. Для характеризации диффузного отражения солнечного излучения используется величина, называемая альбедо.
Способность материалов отражать излучение зависит от угла падения, от поляризации падающего излучения, а также его спектра. Зависимость отражательной способности поверхности тела от длины волны света в области видимого света глаз человека воспринимает как цвет тела. 
Зависимость отражательной способности материалов от длины волны имеет важное значение при построении оптических систем. Для получения нужных свойств материалов по отражению и пропусканию света иногда используют просветление оптики как, например, при производстве диэлектрических зеркал или интерференционных фильтров.